# Vienna Challenger 1986
Il Vienna Challenger 1986 è stato un torneo di tennis facente parte della categoria ATP Challenger Series nell'ambito dell'ATP Challenger Series 1986. Il torneo si è giocato a Vienna in Austria dal 3 al 9 marzo 1986 su campi in sintetico indoor.

## Vincitori

### Singolare
Gary Donnelly ha battuto in finale  Karel Nováček con il punteggio di 6–2, 7–6

### Doppio
Karel Nováček /  Richard Vogel hanno battuto in finale  Jan-Willem Lodder /  Denys Maasdorp con il punteggio di 6–4, 6–4